# Tumeochrysa yunica
Tumeochrysa yunica är en insektsart som beskrevs av C.-k. Yang 1986. Tumeochrysa yunica ingår i släktet Tumeochrysa och familjen guldögonsländor. Inga underarter finns listade i Catalogue of Life.